# Sevara Nishanbayeva
Sevara Nishanbayeva (en kazajo: Севара Нишанбаева; 15 de agosto de 1993) es una deportista kazaja que compite en judo. Ganó dos medallas de bronce en el Campeonato Asiático de Judo, en los años 2019 y 2021, ambas en la categoría de –57 kg.

## Palmarés internacional
| Campeonato Asiático | Campeonato Asiático | Campeonato Asiático | Campeonato Asiático |
| Año                 | Lugar               | Medalla             | Categoría           |
| ------------------- | ------------------- | ------------------- | ------------------- |
| 2019                | Fujairah (EAU)      | Medalla de bronce   | –57 kg              |
| 2021                | Biskek (Kirguistán) | Medalla de bronce   | –57 kg              |